# Rotlös
Rotlös (originaltitel: Nervous Conditions) är Tsitsi Dangarembgas debutroman samt den första boken på engelska som är publicerad av en svart kvinnlig författare från Zimbabwe. Romanen var färdigskriven år 1985, då Dangarembga var 25 år, men hon hade problem med att få den publicerad i Zimbabwe. Till slut så antog det brittiska bokförlaget the Women's Press boken och publicerade boken år 1988. Rotlös fick ett varmt mottagande både i och utanför Afrika och Dangarembga tilldelades ett Commonwealth Writers' pris år 1989. Rotlös är ansedd att ha varit ett viktigt bidrag till Afrikansk feminism och postkolonial litteratur.
Originaltiteln, Nervous Conditions, syftar på Jean-Paul Sartres förord till Frantz Fanons bok Jordens fördömda, som i engelsk översättning lyder: "The status of the 'native' is a nervous condition introduced and maintained by the settler among colonized people with their consent".
Rotlös är en roman med ett feministiskt perspektiv och en central fråga i boken är hur man ska undvika de vanliga kvinnofällorna och uppnå frigörelse utan att svika sitt ursprung och förlora sina rötter. Samtidigt så skildrar romanen teman som kolonialism, identitet och genus under sent 1960-tal i Rhodesia. 

## Handling
Tambu är en 13-årig flicka som växer upp på 1960-talet i Rhodesia, nuvarande Zimbabwe. Tambus största längtan är att få gå i skolan, men det är först när hennes bror dör som hon får hjälp av en farbror att börja skolan. 